# Gasuniegebouw
Het Gasuniegebouw is een kantoorgebouw in het zuiden van de stad Groningen.
In het gebouw is het hoofdkantoor van de transportdivisie van de NV Nederlandse Gasunie gevestigd. Na het splitsen van Gasunie in een transport- en een handelsdivisie is de handelsdivisie vertrokken naar een kantoor aan de Van Ketwich Verschuurlaan in Groningen. Het gebouw was echter te groot voor de transportdivisie alleen, zodat een deel jarenlang verhuurd werd aan KPMG. Tegenwoordig wordt het hele gebouw weer door de Gasunie gebruikt. Het werd in april 1994 geopend door toenmalig Koningin Beatrix.

## Ontwerp

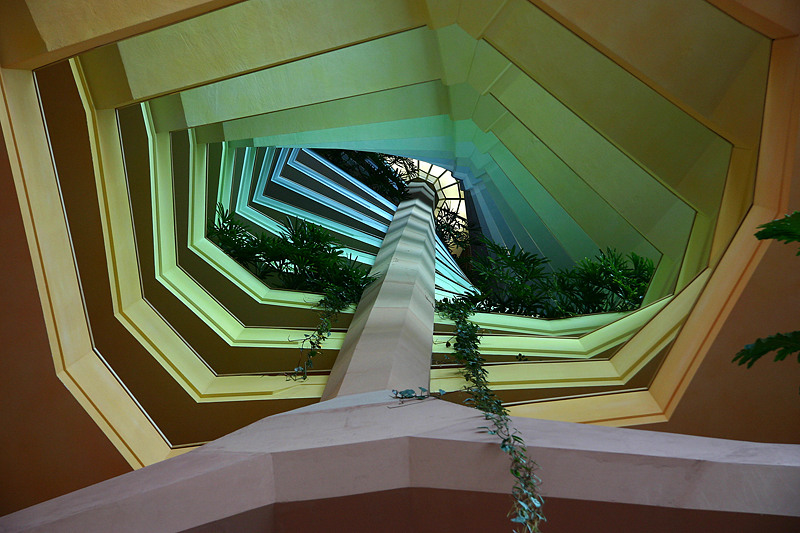
Trappenhuis

Het Gasuniegebouw is ontworpen door het Architectenbureau Alberts en Van Huut uit Amsterdam en is een voorbeeld van organische architectuur. Bij organische bouw zijn de menselijke maat en het welbevinden van de mens in en rondom het gebouw de voornaamste uitgangspunten. De architecten vinden dat een mens eigenlijk drie lagen beschermingen heeft: huid, kleren en gebouw. Vanuit dit principe is het gebouw ontworpen. Een gebouw moet dus net zo comfortabel zitten als een huid, en de gebruiker moet er de harmonie met zijn directe omgeving voelen.
De organische kenmerken van het bouwwerk komen tot uitdrukking in vormen en kleuren, zowel in het interieur als in het exterieur, en zelfs op de parkeerplaats. Er zijn in het gebouw weinig rechte hoeken te vinden, zoals ook het menselijk lichaam geen rechte hoeken kent. Alle hoeken in het gebouw hebben juist een 'natuurlijk scherpte'.
Het gebouw heeft een oppervlakte van 45.000 vierkante meter. In de centrale hal worden 16 van de 18 verdiepingen verbonden met een trappenhuis. Op elke verdieping draait de trappenkolom met 4,5 graden waardoor de top van de kolom meer dan 50 graden gedraaid is. Elke verdieping heeft ook een eigen tint gekregen waardoor de kolom op een regenboog lijkt. Het bedrijf wat hiervoor verantwoordelijk was ontving in 1994 de Nationale Schildersprijs. De gangen met golvende wanden monden allemaal uit in de centrale hallen. In deze hallen bevinden zich ook de koffiehoeken. Het is de bedoeling dat collega's niet ongezien geïsoleerd in hun kamertjes zitten of door de gangen bewegen.

### Schoonmaakproblemen
Organische ontwerpen kunnen onverwachte problemen geven. Omdat weinig onderdelen van het gebouw helemaal recht staan is de bereikbaarheid soms een probleem. Zo wordt de trappenkolom afgeschermd met een tientallen meters hoge scheve glazen gevel. Het is voor glazenwassers onmogelijk om met een gondel langs de wand omlaag de gevel schoon te houden. Daarom schakelde men voor deze klus speleologen in. Deze schoonmaaktechniek heeft de arbodienst verboden, daarom wordt er tegenwoordig aan de gondels van de bestaande glazenwasinstallatie een automaat gemonteerd die de ramen schoonmaakt.
In verband met het schoonhouden van de muren heeft architect Alberts in tegenstelling tot bij een eerder door hem ontworpen gebouw in Amsterdam besloten om schuine muren glad te maken, zodat regenwater ongehinderd naar beneden kan stromen.

## Controlekamer
Ondanks dat het Gasuniegebouw een open karakter heeft, kent het gebouw ook een minder toegankelijk gedeelte: de controlekamer t.b.v het energie- (aardgas, waterstof, warmwater) en de CO2-transport. De controlekamer zit ergens onder het gebouw. Het is een tegen atoomaanvallen beschermde bunker. 

## Bijnaam
Bijnaam van het gebouw is de Apenrots. Ook wordt het wel "Het kasteel van de heks" genoemd. Het Gasuniegebouw is een van de symbolen van modern Groningen. In juni 2007 werd het gebouw in een verkiezing in dagblad Trouw met 1773 stemmen verkozen tot het mooiste van Nederland. Het stadhuis in Middelburg moest het met 26 stemmen minder doen.

## Prijzen
- 2007, Mooiste gebouw van Nederland[4]
- 1994, Schildersprijs

## Galerij

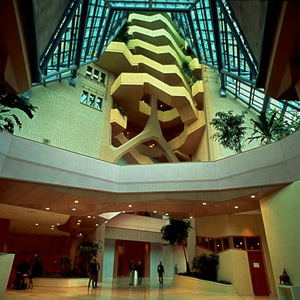
Foyer met trappenhuis
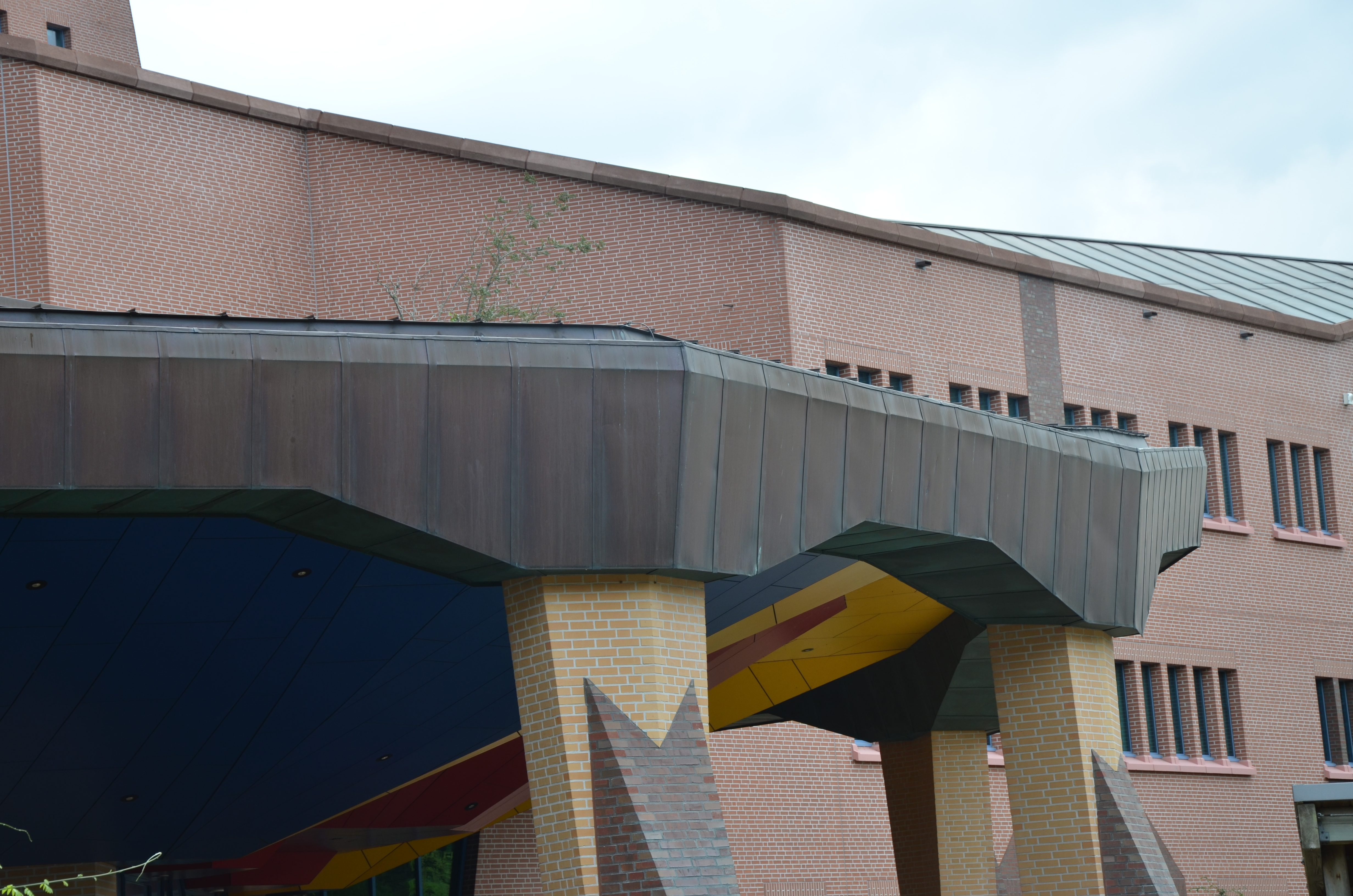
Luifel bij ingang
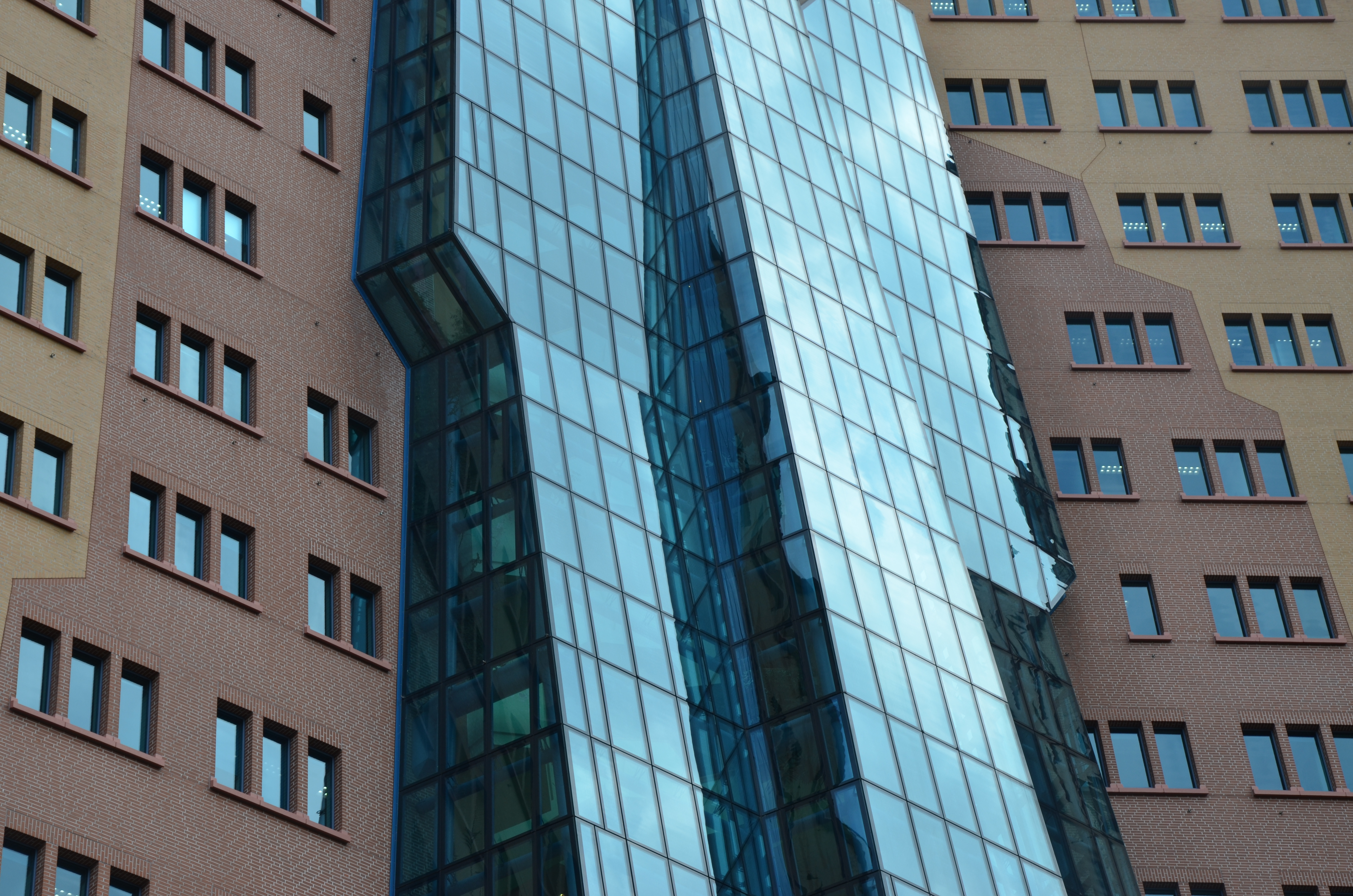
Foyer vanaf de buitenkant gezien